# Batyr Orazgylyjow
Batyr Öwezgeldiýewiç Orazgylyjow (ur. 9 czerwca 1993) – turkmeński zapaśnik walczący w stylu wolnym. Dziewiąty na mistrzostwach Azji w 2015. Piąty na igrzyskach solidarności islamskiej w 2017. Wicemistrz halowych igrzysk azjatyckich w 2017 roku. Zajął 21. miejsce na Uniwersjadzie w 2013, jako zawodnik National Institute of Sports and Tourism of Turkmenistan w Aszchabadzie.
Jego brat Döwletmyrat Orazgylyjow jest również zapaśnikiem.